# Cash
Cash és una pel·lícula francesa d'intriga criminal del 2008, dirigida per Eric Besnard i protagonitzada per Jean Dujardin, Jean Reno, Valeria Golino i Alice Taglioni. S'ha doblat al català oriental central per a TV3, i al valencià per a À Punt.

## Repartiment
- Jean Dujardin com a Cash
- Jean Reno com a Maxime (Dubreuil)
- Valeria Golino com a Lieutenant Julia Molina
- Alice Taglioni com a Garance
- François Berléand com a François
- Caroline Proust com a Léa
- Samir Guesmi com a Fred